# Bisilvestria marrassinii
Bisilvestria marrassinii is een pissebed uit de familie Scleropactidae. De wetenschappelijke naam van de soort is voor het eerst geldig gepubliceerd in 1929 door Arcangeli.